# István Nagy (fotbalista, 1939)
István Nagy (14. dubna 1939 Budapešť – 22. října 1999) byl maďarský fotbalista, jenž nastupoval především na postu záložníka. S maďarskou reprezentací získal bronzovou medaili na mistrovství Evropy 1964. Zúčastnil se též dvou světových šampionátů, v letech 1962 a 1966. Na MS odehrál dvě utkání, na ME jedno. Za národní tým nastupoval v letech 1961–1967 a odehrál za něj 22 utkání. Na klubové úrovni působil v MTK Budapešť (1958–1967). V sezóně 1963/64 se s ním probojoval až do finále Poháru vítězů pohárů, což byla tehdy druhá nejprestižnější evropská klubová soutěž. Hrál s ním též semifinále Veletržního poháru 1961/62. V maďarské lize s ním dosáhl nejvýše druhého místa, v sezónách 1958/59 a 1962/63. Po skončení hráčské kariéry se věnoval trenéřině, ale ne na vrcholové úrovni.